# Notomegabalanus campbelli
Notomegabalanus campbelli is een zeepokkensoort uit de familie van de Balanidae. De wetenschappelijke naam van de soort is voor het eerst geldig gepubliceerd in 1885 door Filhol.